# Love in the Hills
Love in the Hills é um filme mudo norte-americano em curta-metragem, do gênero dramático, dirigido por D. W. Griffith em 1911 e estralado por Blanche Sweet.

## Elenco
- Blanche Sweet
- Wilfred Lucas
- Charles West
- Joseph Graybill
- Kate Toncray